# 가면라이더 디케이드의 등장인물
아래는 일본 토에이의 특수촬영 드라마 가면라이더 디케이드의 주요 등장 인물이다. 이들은 "A.R. 월드" (어나더 라이더스/얼터네이티브 리얼리티 월드의 약칭)과 관련되어 있다. 오른쪽은 챔프에 출연한 한국판 성우이다.

## 히카리 사진관
히카리 사진관(일본어: 光写真館 히카리 샤신칸[*])은 히카리 가족이 운영하고 있는 사진관으로, 카도야 츠카사가 머무르면서 사진사로 일하고 있는 곳이기도 하다. 사진관의 "배경"은 그림이 바뀌면서 그 그림과 관련된 평행 세계의 차원과 사진관을 연결시켜주며, 그와 동시에 사진관의 외부, 내부 및 주위 환경이 자동으로 뒤바뀐다.

### 카도야 츠카사
카도야 츠카사(일본어: 門矢 士 가도야 쓰카사[*])는 자신에 대한 기억을 가지고 있지 않은 청년이다. 히카리 사진관에서 사진사로 일하고 있는데, 그가 찍은 사진은 항상 초점이 어긋나 있다. 갑자기 곳곳에서 괴인들이 나타나자 나츠미와 함께 피하던 중, 쿠레나이 와타루를 만나 "여러 가면라이더들의 세계가 융합되어 무너지고 있으며, 그것을 막기 위해서는 츠카사의 힘이 필요하다"는 말을 듣게 되고, 나츠미가 준 버클로 가면라이더 디케이드(일본어: 仮面ライダーディケイド 카멘라이다 디케이도[*])로 변신, 세계의 멸망을 막기 위해 아홉 개의 세계를 도는 여행을 떠난다.
카도야 츠카사는 이노우에 마사히로(일본어: 井上 正大)가 연기하였다. 한국판 더빙은 정재헌이 맡았다.

### 히카리 나츠미
히카리 나츠미(일본어: 光 夏海 히카리 나츠미[*])는 히카리 사진관에서 어린 시절부터 할아버지 에이지로를 도와 사진관을 운영하고 있는 젊은 여성이다. 츠카사로부터는 "나츠미칸"(일본어: 夏蜜柑 나츠미칸[*], 여름의 밀감)이라는 별명으로 불린다. 네거 세계에서는 나츠미가 과거에 "고등학교를 자퇴하면 어떻게 재미있을까"하는 고민에 대한 답을 얻기 위해 고등학교를 자퇴하고, 아오야기, 사토, 사카타라는 친구들과 함께 "퇴학 클럽"(TG 클럽)을 결성했다는 사실이 밝혀진다. 작품 초반에 나츠미는 디케이드와 다른 라이더들이 대결하는 꿈을 꾸게 되었는데, 츠카사에게 디케이드의 벨트를 준 뒤에는 그 악몽이 실현되는 것을 막기 위해, 츠카사와의 여행에 동참하게 된다.
츠카사에게 목 부분의 혈을 힘껏 찔러 웃게 만드는 "히카리 가문 비전 - 웃음의 혈" (일본어: 光家秘伝・笑いのツボ 히카리케 히덴: 와라이노 츠보[*])이라는 기술을 사용하는데, 작품 중에서는 유스케나 에이지로에게 사용하기도 하였다. 한편 나츠미는 츠카사에게 호감을 가지고 있는데 이를 유스케에게 가끔씩 암시하기도 한다. 한편 나루타키는 나츠미를 구해줬을 때 나츠미야말로 디케이드의 여행을 멈출 수 있는 존재라고 밝히기도 했다.
그러나 나츠미는 히비키의 세계를 여행하는 동안, 나루타키가 말했던 것처럼 디케이드가 세계를 파괴할 지도 모른다고 걱정하기 시작한다. 신켄저의 세계에서 나츠미는 츠카사에게 히카리 사진관이야말로 그가 머무를 수 있는 "집"임을 장담했는데, 그 후 RX의 세계에서 아폴로가이스트에 의해 임사 상태에 빠졌을 때 츠카사가 그녀를 목숨을 걸고 구했다. 나츠미는 아마존의 세계를 여행했을 때, 거기에서 여행이 끝나리라고 생각하기도 했다. 완결편에서 나츠미는 츠카사의 폭주를 막기 위해 가면라이더 키바라(일본어: 仮面ライダーキバーラ 카멘라이다 키바라[*])로 변신했다.
히카리 나츠미는 모리 칸나(일본어: 森 カンナ)가 연기하였다. 한국판 더빙은 이명희가 맡았다.

### 히카리 에이지로
히카리 에이지로(일본어: 光 栄次郎 히카리 에이지로[*])는 나츠미의 할아버지이자, 히카리 사진관의 주인이다. 자신의 실수로 사진관이 A.R 월드들과의 연결 수단임을 알게 되었지만, 거기에 놀라지 않고 츠카사의 여행에 도움이 되리라고 긍정적으로 생각하기도 하였다. 다른 세계에 도착할 때마다 에이지로는 새로운 식사를 만든다. 태평한 성격의 소유자로, 키바라와도 함께 지내게 된다.
디케이드의 세계에서 에이지로는 대쇼커의 간부 "사신 박사" (일본어: 死神博士 시니가미 하카세[*])였던 것으로 밝혀진다. 사신 박사는 자기 자신이야말로 최고의 발명품이라고 밝히면서 오징어 개조 인간 "이카데빌" (일본어: イカデビル 이카데비루[*], 영어: Ikadevil)로 변신하지만, 디케이드와 디엔드, 모모타로스의 파이널 어택 라이드와 함께 쓰러지면서 다시 에이지로로 돌아와, 사신 박사였던 기억을 잊어버렸다.
하지만 가면라이더 × 가면라이더 W & 디케이드 MOVIE 대전 2010에서 오랜 친구 소노자키 류베에로부터 받은 검은 색의 "사신 박사 메모리"(일본어: 死神博士メモリ 시니가미하카세 메모리[*])를 받아 자칭 슈퍼 사신 박사(일본어: スーパー死神博士 스파 시니가미 하카세[*])라는 "사신 박사 도펀트" (일본어: 死神博士・ドーパント 시니가미하카세 도판토[*])로 변신, 졸 대령으로 변신한 나루타키와 함께 슈퍼 쇼커를 재건하였다. 슈퍼 사신 박사는 디케이드를 쓰러뜨리기 위해 네오 생명체를 만들어낸다. 그러나 종반에서 가면라이더 더블 히트 메탈 폼이 기지를 파괴하면서, 그 반동으로 슈퍼 사신 박사의 목에서 메모리가 빠져나와 다시 에이지로로 돌아오게 되고, 사신 박사 때의 기억을 잃어버린 에이지로는 키바라로 변신한 나츠미에 의해 구출된다. 얼티메이트 D가 더블과 디케이드에 의해 쓰러진 후, 에이지로는 사진관으로 다시 돌아온다.
히카리 에이지로와 사신 박사는 이시바시 렌지가 연기하였으며, 이카데빌의 목소리는 세키 토모카즈가 연기하였다. 한국판 더빙은 장광이 맡았다.

### 오노데라 유스케
오노데라 유스케(일본어: 小野寺 ユウスケ 오노데라 유우스케[*])는 쿠우가의 세계에서 가면라이더 쿠우가로 변신하는 청년이다. 쿠우가의 세계에서 야시로 형사를 잃고, 츠카사 일행과 함께 여행을 다니게 되었다.
오노데라 유스케는 가면라이더 덴오 & 키바 클라이맥스 형사의 스즈키 카즈야로 출연했던 무라이 료타(일본어: 村井 良太)가 연기했다. 한국판 더빙은 전광주가 맡았다.

### 키바라
키바라(일본어: キバーラ, 영어: Kiva-la)는 흰색을 띄고 있는 키밧트로, 키바의 세계에서 키밧트 배트 3세의 여동생으로 등장했다. 사람의 주먹 안에 들어갈 수 있을 정도로 작은 몸을 가지고 있다. 나루타키로부터 디케이드가 세계를 파괴하는 악마라는 말을 듣고, 자신의 능력을 사용해 그녀의 세계로 유스케를 끌어들였고, 츠카사가 가면라이더 카이자(913)와 대결하게 하였다. 이후 키바라는 히카리 사진관에 머무르면서, 나루타키에게 츠카사 일행의 거동을 보고했다. 13화에서 유스케가 아기토의 세계를 떠나면서 다시 츠카사 일행과 함께 여행한다고 했을 때 기뻐하기도 하는 등, 호감을 가지기도 한다. 히비키의 세계에서는 가면라이더 오자를 소환하여, 오자의 카나보로 마화망 바케가니를 소환하게 한다. 가면라이더 × 가면라이더 W & 디케이드 MOVIE 대전 2010에서는 히카리 나츠미와 함께 가면라이더 키바라로 변신한다.
키바라의 목소리는 사와시로 미유키(일본어: 沢城みゆき)가 연기하였다. 한국판 더빙은 이미나가 맡았다.

## 나루타키
나루타키(일본어: 鳴滝)는 작품의 주요 적대 인물이다. 자신을 "예언자"로 자칭하는 수수께끼의 남자로, 아우라 같은 모습의 장막을 이용하여 다른 세계를 만들어 내는 불가사의한 능력을 가지고 있다. 또한 다른 세계를 건너다닐 수 있으며, 라이더를 소환할 수도 있다. 디케이드를 매우 증오하며 그 이유는 밝혀지지 않았다. 여러 세계를 돌면서 다른 라이더들에게 디케이드가 세계를 파괴하는 악마이므로 없애야 한다고 선동하며, 종종 디케이드에 대한 증오의 표시로 "이 놈, 디케이드!"(일본어: おのれディケイド! 오노레 디케이도![*])라는 말을 한다. 그는 나츠미에게 접근하여, 디케이드는 라이더 배틀 중 자신의 악마적인 본성을 드러낼 것이므로 자신이 나츠미를 구해주겠다고 말하지만, 거절당한다. 19화에서 나루타키는 나츠미에게 다시 접근한다. 그리고 나루타키는 디케이드가 계속 여행을 하면 돌이킬 수 없는 일이 일어나리라고 경고하고, 그것을 막을 수 있는 사람은 나츠미라고 말한다. 그 후, 규키가 쓰러지자 바케가니(일본어: 化け蟹 괴물 게[*])를 소환한다. 네거의 세계에서 나루타키는 츠카사에게 자신의 세계를 찾게 된 것을 축하한다고 말하며 사라진다. 라이더 대전의 세계에서는 아폴로 가이스트가 여러 세계의 융합을 가속화하고 있으며, 그 세계를 지키기 위해서 대쇼커를 무너뜨려 달라고, 츠카사에게 부탁한다.
완결편에서 나루타키는 졸 대령 (일본어: ゾル大佐 조루 타이사[*])으로 변신하여, 사신 박사를 따라 슈퍼 쇼커의 간부가 되었다. 원래의 졸 대령은 쇼커 독일 지부의 대장으로, 황금 늑대 인간 (일본어: 黄金狼男 오곤 오오가미오토코[*])으로 변신하지만, 졸로 변신한 나루타키는 그런 능력을 가지고 있지 않았다.
나루타키는 오쿠다 타츠히토(일본어: 奥田 達士)가 연기하였다. 한국판 더빙은 임하진이 맡았다.

## 카이토 다이키
카이토 다이키(일본어: 海東 大樹 가이토 다이키[*])는 가면라이더 세계들의 보물을 얻기 위해 가면라이더 디엔드(일본어: 仮面ライダーディエンド 카멘라이다 디엔도[*])로 변신하는 남자이다. 목표 달성을 위하여 가면라이더들을 소환하는 기술을 사용한다. 카이토는 츠카사 자신보다 츠카사에 대해 더 잘 알고 있으며, 자신이 보물을 얻는 데 도움이 된다고 여기는 존재와 한 편이 되기도 한다. 카이토는 블레이드의 세계에서 츠카사에게 첫 모습을 드러냈으며, 파이즈의 세계에서는 츠카사 일행 앞에서 처음으로 디엔드로 변신했다. 카이토는 자신의 세계 (디엔드의 세계)에서 사신 포틴(14)의 앞잡이로 일하면서 자신의 형의 정신을 개조하지만, 그 죄책감 때문에 여행을 떠나게 된 사실이 밝혀진다.
카이토 다이키는 토타니 키미토(일본어: 戸谷 公人 도타니 기미토[*])가 연기하였다. 한국판 더빙은 박서진이 맡았다.

## 아폴로 가이스트
츠카사가 정면으로 대결하는 대쇼커의 첫 번째 인물인 아폴로 가이스트(영어: Apollo Geist, 일본어: アポロガイスト 아포로가이스토[*])는 대쇼커의 간부로, 라이더들을 전멸시키고 대쇼커의 세계 지배를 위해 모든 세계의 악의 집단을 대쇼커로 규합하기 위한 활동을 하고 있다. 인간체의 모습은 "가이" (영어: Guy 거이[*], 일본어: ガイ 가이[*])라고 불리며, 변신할 때는 "아폴로 체인지" (일본어: アポロチェンジ 아포로 첸지[*])라고 외친다. X 라이더의 세계(일본어: Xライダーの世界 엣쿠스 라이다노 세카이[*])에서 온 존재로, X 라이더에 의해 죽었으나 암흑 정부 (G.O.D., 영어: Government of Darkness 가번먼트 오브 다크니스[*])에 의해 부활한 존재이다. 그러나 부활의 한계를 보완하기 위하여, "퍼펙터"(Perfecter)로 사람들의 생명 에너지를 빼앗아 자신의 것으로 만들어간다. 디엔드에게 퍼펙터를 빼앗기고 디케이드가 그 퍼펙터를 부수었을 때, 아폴로 가이스트는 팡가이어의 여왕 유키와 결혼하여, 팡가이어가 된다. 그리고 다른 팡가이어들의 생명 에너지를 흡수, 그 힘으로 현존하는 다른 차원까지 없애버릴 수 있는 능력을 지닌 슈퍼 아폴로 가이스트(일본어: スーパーアポロガイスト 스파 아포로가이스토[*])로 강화된다. 아폴로 가이스트는 강화된 그의 힘을 이용하여 아홉 세계의 괴인들을 소생시키고, 유키가 디케이드의 컴플리트 폼에 의해 죽음을 당하자 나츠미를 자신의 새로운 신부로 삼기 위해 납치하고, 키바와 히비키가 올 때까지 나츠미를 구하러 온 디케이드 일행과 대결한다. 마침내 키바와 히비키, 디엔드와 디케이드 컴플리트 폼의 최종 공격을 맞아 죽게 되자, "나는 우주에서 가장 성가시게 부활할 것"이라고 말하며 최후를 맞는다.
가이는 카와하라 카즈히사(일본어: 川原 和久 가와하라 가즈히사[*])가 연기하였다. 한국판 더빙은 이재범이 맡았다.

## 아홉 세계
아홉 세계(일본어: 9つの世界 코코노츠노 세카이[*])는 2000년대 가면라이더 시리즈의 역대 작품을 바탕으로 한 각 세계들을 가리킨다. 원작에서 내용이 크게 각색되었다.

## 새로운 세계
새로운 세계(일본어: 新たな世界 아라타나 세카이[*])는 A.R. 월드에 해당하지만 2000년대 가면라이더 시리즈를 배경으로 하지는 않는 세계이다. 츠카사 일행은 네거 월드와 카이토 다이키의 고향 세계, 사무라이전대 신켄저의 세계, 가면라이더 블랙과 블랙 RX의 세계, 가면라이더 아마존의 세계를 돌며, 마침내 라이더 대전의 세계를 거쳐 츠카사의 세계에 당도하게 된다.

## 특별 출연
가면라이더 디케이드에 등장하는 각 원작의 유명 라이더를 원작에서 연기했던 배우들이 우정 출연하였다. 이들은 츠카사에게 도움을 주는 역할을 맡기도 하고, 대립하는 역할을 맡기도 한다. 쿠레나이 와타루, 미나미 코타로, 츠가미 쇼이치, 켄자키 카즈마 역만 본인이 직접 출연하였으며 나머지 배우들은 목소리로만 출연하였다. 디엔드에 의해 소환된 라이더는 아래의 인물들과 관계가 없다.

### 쿠레나이 와타루
쿠레나이 와타루(일본어: 紅 渡)는 가면라이더 키바(일본어: 仮面ライダーキバ 카멘라이다 키바[*])의 원래 주인공이다. 츠카사가 세계의 파괴라는 사명을 마칠 때까지, 나츠미의 세계가 없어지려는 것을 잡아두고 있었다. 그러나, 라이더 대전의 세계에서 와타루는 츠카사가 "라이더를 파괴"하는 사명을 지키지 않고 오히려 동료가 되었다면서 츠카사를 없애려고 한다.
가면라이더 키바에서 쿠레나이 와타루를 연기한 세토 코지(일본어: 瀬戸 康史 세토 코우지[*])가 우정 출연했다. 한국판 더빙은 서원석이 맡았다.

### 야구루마 소우
야구루마 소우(일본어: 矢車 想 야구루마 소[*])는 가면라이더 자비(일본어: 仮面ライダーザビー 카멘라이다 자비[*])의 과거 장착자이자, 가면라이더 킥호퍼(일본어: 仮面ライダーキックホッパー 카멘라이다 킷쿠홋파[*])로 변신하는 남자이다. 디케이드에서 야구루마는 나루타키에 의해 소환되어, 그의 파트너인 카게야마 슌 (펀치호퍼)와 함께 쿠우가의 세계에서 디케이드와 쿠우가를 습격한다. 하지만 3화에서 나루타키는 다시 차원을 왜곡하여, 야구루마와 카게야마를 다른 차원으로 보내버렸다. 디케이드의 세계에서 카이토는 야구루마와 아사쿠라 (오자)에게 대쇼커와 싸워야 한다며 동맹을 제안하지만, 오히려 카이토를 습격한다.
가면라이더 카부토에서 야구루마 소우를, 염신전대 고온저에서 스토 히로토 (엔진 골드)를 연기한 토쿠야마 히데노리(일본어: 徳山 秀典 도쿠야마 히데노리[*])가 우정 출연했다. 한국판 더빙은 변현우가 맡았다.

### 카게야마 슌
카게야마 슌(일본어: 影山 瞬 가게야마 슌[*])은 가면라이더 자비의 과거 장착자이자, 가면라이더 펀치호퍼(일본어: 仮面ライダーパンチホッパー 카멘라이다 판치홋파[*])로 변신하는 남자이다. 디케이드에서 카게야마는 야구루마와 함께 디케이드에게 도전한다.
가면라이더 카부토에서 카게야마 슌을, 울트라맨 넥서스에서 렌 센주를 연기한 우치야마 마사토(일본어: 内山 眞人)가 우정 출연했다. 한국판 더빙은 신용우가 맡았다.

### 쿠사카 마사토
쿠사카 마사토(일본어: 草加 雅人 구사카 마사토[*])는 가면라이더 카이자(일본어: 仮面ライダーカイザ 카멘라이다 카이자[*])로 변신하는 남자이다. 디케이드의 "키바의 세계" 부분에서 키바라에 의해 소환되어, 키바라가 만들어 낸 세계에서 디케이드에게 도전한다.
가면라이더 555에서 쿠사카 마사토를 연기했던 무라카미 코헤이(일본어: 村上 幸平 무라카미 코우헤이[*])가 우정 출연했다.

### 아사쿠라 타케시
아사쿠라 타케시(일본어: 浅倉 威 아사쿠라 다케시[*])는 가면라이더 오자(일본어: 仮面ライダー王蛇 카멘라이다 오쟈[*])로 변신하는 사디스트적인 범죄자이다. 디케이드의 "히비키의 세계" 부분에서, 오자는 키바라에 의해 소환되어 카나보로 바케가니가 봉인된 바위를 부수고, 키바라를 카나보로 날려버린다. 디케이드의 세계에서는 카이토로부터 대쇼커를 함께 무찌르자는 제안을 받지만, 오히려 대쇼커에 들어가고 싶다며 카이토 일행을 습격한다.
가면라이더 류우키에서 아사쿠라 타케시를, 초광전사 샹제리온에서 주인공 스즈무라 아키라를 연기한 하기노 타카시(일본어: 萩野 崇 하기노 다카시[*])가 우정 출연했다.

### 미나미 코타로
미나미 코타로(일본어: 南 光太郎 미나미 고타로[*])는 가면라이더 블랙(일본어: 仮面ライダーBLACK 카멘라이다 부랏쿠[*])과 가면라이더 블랙 RX(일본어: 仮面ライダーBLACK RX 카멘라이다 부랏쿠 아루엣쿠스[*])로 변신하는 남자이다. 블랙 RX의 세계와 블랙의 세계에서 각각 변신하였으며, 극장판 가면라이더 디케이드 올라이더 대 대쇼커 마지막에서는 원래 세계로 돌아가기 전에 변신을 풀고 츠카사에게 격려의 말을 남긴다.
가면라이더 블랙·블랙 RX에서 미나미 코타로를 연기한 쿠라타 테츠오(일본어: 倉田 てつを 구라타 데쓰오[*])가 우정 출연했다. 한국판 더빙은 김환진이 맡았다.

### 츠가미 쇼이치
츠가미 쇼이치(일본어: 津上 翔一 쓰가미 쇼이치[*])는 가면라이더 아기토(일본어: 仮面ライダーアギト 카멘라이다 아기토[*])로 변신하는 남자이다. 극장판 가면라이더 디케이드 올라이더 대 대쇼커 마지막에서 원래 세계로 돌아가기 전에 변신을 풀고 츠카사에게 격려의 말을 남긴다.
가면라이더 아기토에서 츠가미 쇼이치를 연기한 카슈 토시키(일본어: 賀集 利樹 가슈 도시키[*])가 우정 출연했다. 한국판 더빙은 김디도가 맡았다.

### 히다리 쇼타로와 필립
탐정 히다리 쇼타로(일본어: 左 翔太郎 히다리 쇼타로[*])와 동료 필립(일본어: フィリップ 피릿푸[*])는 가면라이더 W의 "후토 시"(일본어: 風都 후우토[*])에서 도펀트(Dopant)들과 대결하는 두 젊은이로, 가면라이더 W (가면라이더 더블, 일본어: 仮面ライダーW（ダブル) 카멘라이다 다부루[*])로 변신한다. 극장판 가면라이더 디케이드 올라이더 대 대쇼커에서 카메오로 출연해 섀도 문과 대결하였다. MOVIE 대전 2010에서는 디케이드와 함께 힘을 합쳐 슈퍼 쇼커와 대결한다.
키리야마 렌(일본어: 桐山 漣 기리야마 렌[*])이 히다리 쇼타로를, 스다 마사키(일본어: 菅田 将暉)가 필립을 연기하였다.

### 켄자키 카즈마
켄자키 카즈마(일본어: 剣崎 一真 겐자키 가즈마[*])는 원작에서 가면라이더 블레이드(일본어: 仮面ライダーブレイド 카멘라이다 부레이도[*])로 변신하는 남자이다. 모든 세계가 멸망하기 시작한 라이더 대전의 세계에서 등장하여, 와타루와 아스무에게 그들의 진정한 적이 디케이드라고 알려주고, 디케이드를 없애기 위해 쿠레나이 와타루와 다른 라이더 일행들과 함께 츠카사에게 승부를 걸어 온다. 켄다테 카즈마가 일반 폼으로 변신하는 것과 달리, 켄자키 카즈마는 킹 폼으로 변신한다.
가면라이더 블레이드에서 켄자키 카즈마를 연기한 츠바키 타카유키(일본어: 椿 隆之 쓰바키 다카유키[*])가 우정 출연했다. 한국판 더빙은 오인성이 맡았다.